# Théo Forner
Pour les articles homonymes, voir Forner.
Pas d'image ? Cliquez ici

a Compétitions nationales et continentales officielles uniquement.

b Matchs officiels uniquement.
Dernière mise à jour le 20 juillet 2024.
Théo Forner, né le 17 octobre 2001 à Perpignan, est un joueur français de rugby à XV et international français de rugby à sept évoluant au poste d'ailier à l'USA Perpignan.
En rugby à sept, il est notamment médaillé d'or durant les Jeux olympiques 2024.

## Biographie

### En club
Théo Forner est issu d'une famille de joueurs de rugby : son grand-père a joué comme pilier dans plusieurs clubs des Pyrénées-Orientales, et son père a pratiqué le rugby à XIII à Estagel avant de finir à XV et de devenir le premier entraîneur de Théo. Il débute la pratique du rugby à XV à l'ESC BAC ASP (entente des clubs de l'Espira Sporting Club à Espira-de-l'Agly, le Baixas Atletic Club à Baixas, et l'Association sportive à Peyrestortes) où il joue durant douze ans, avant de passer un an au JO Prades puis à la section rugby du lycée Maillol de Perpignan. En 2019, il est repéré par les recruteurs de l'USA Perpignan, et le fait évoluer aux postes d'ailier ou d'arrière alors qu'il évoluait auparavant en tant que demi d'ouverture. 
Le 15 janvier 2022, Théo Forner dispute son premier match avec l'équipe première de l'USA Perpignan en Challenge européen face au Lyon OU. Il remplace Lucas Dubois à la 51e minute de la rencontre. 
Le 3 septembre 2022, il dispute son premier match de Top 14 contre la Section paloise, en remplaçant Alivereti Duguivalu à cinq minutes du terme. Deux semaines plus tard, il est titularisé pour la première fois en déplacement sur le terrain du Stade rochelais. Forner marque son premier essai le 28 mai 2023 contre le Castres olympique.
En juillet 2024, il prolonge son contrat avec l'USAP de trois saisons, jusqu'en 2028. 

### En sélection
Il est détecté par Nicolas Le Roux et intègre l'équipe de France de rugby à sept développement, puis dispute ses premiers tournois en Europe à la fin de l'année 2022.
En début d'année 2023, il intègre l'équipe de France à sept élite. Il participe à son premier tournoi des Sevens Series à Hong Kong, avec de nombreux débutants dans le groupe, qui obtiennent une médaille de bronze à l'issue de la compétition. Au tournoi de Vancouver, il est désigné impact-player de la compétition aux côtés de Varian Pasquet, avec huit essais en cinq matchs. Au terme de sa première saison, il est nommé parmi les rookies de l'année par World Rugby,.
À l'été 2023, il passe temps complet avec l'équipe de France à sept pour la saison 2023-2024. En mars 2024, il remporte avec ses coéquipiers le tournoi de Los Angeles, le premier titre français sur un tournoi de SVNS depuis dix-neuf ans. Théo Forner inscrit le dernier essai de la finale face à la Grande-Bretagne. En juin 2024, la France remporte le SVNS au tournoi de Madrid. 
Théo Forner est sélectionné par Jérôme Daret pour participer aux Jeux olympiques de Paris.

## Palmarès
- Équipe de France à sept : 
  -  Troisième du Tournoi de Vancouver en 2024.
  -  Vainqueur du tournoi de Los Angeles 2024[10],[11].
  -  Vainqueur de la série mondiale 2023-2024 (Tournoi de Madrid)[12].
  -  Champion olympique 2024.

## Distinctions

### Décorations
Chevalier de la Légion d'honneur (décret du 23 septembre 2024)